# Finale (ソフトウェア)
Finale（フィナーレ）は、アメリカ合衆国のCoda社（現：MakeMusic）によって開発された楽譜作成ソフトウェア。

## 経緯
初期はMacintoshのためのソフトウェアであり、後のバージョンでClassic Mac OSと呼ばれるようになるオペレーティングシステム上で動作していた。現行バージョンはWindowsおよびmacOS上で動作する。日本語化および日本への輸入、販売はかつてイーフロンティアが行っていたが、2011年12月1日からエムアイセブンジャパンによって行われている。アマチュアからプロまで広く使用されている製品である。
2004以降のバージョンではより人間に近い再生が可能なヒューマンプレイバック機能 (Human Playback) を備えたソフトウェア・シンセサイザーによるPCM形式での出力をサポートしている。さらに、Finaleでは2006よりGarritanインストゥルメントが付属し、よりリアルな再生が可能となった。
楽譜の入力方法としては、マウスやキーボードのほかMIDI機器からの入力に対応し、また2001のバージョンよりMIDISCANという画像ファイル認識機能（OCRに似た機能）を搭載、2003でSmartScore Liteに名を変えたが、25以降は付属しない。2005以降のWindows版では直接イメージスキャナからの読み込みができるようになった。MusicXMLの読み込みにも対応。
ファイルの保存は独自の形式のほか、MusicXML形式への出力も可能。また2014年現在、TIFF・EPS・JPEG・PNG・PDFに対応している。一方、バージョン間の互換性は悪く、ファイルを保存したバージョンより古いバージョンで開けないのはもちろん、通常の方法では旧形式で保存するもできない。新バージョンで開くことはできるが、新旧の組み合わせによってはレイアウトが狂うことがあった。
初期のバージョンから、従来のコンピュータを用いない方法で出版された楽譜と同じような楽譜イメージを出力することができるよう、プリントアウトの完成度の高さに重点が置かれていた。そのためか特に初期のバージョンにあっては、音符の入力にいくつもの方法が提供されている一方で、さまざまな編集操作において、Macintoshのソフトウェアには珍しく直感的でない操作を必要とする作業が多かった。また、1990年代半ばまでのバージョンではマルチバイト文字に対応しておらず、日本語の入力に特殊な操作を必要としていた。
2024年8月26日に公開された公式ブログ記事において当ソフトの開発終了を発表した。2025年8月以降は
テクニカルサポートを終了する予定であり、開発元であるMakeMusicはDoricoへの移行を推奨している。

## バージョン履歴
- 1989年 Ver.1 Macintosh版
- 1991年 Ver.2
- 1994年 Ver.3.0 歌詞、テキストブロック以外で日本語の表示に対応
- 1995年 Ver.3.2 日本語版発売（漢字Talk7.1 - Mac OS 8.1対応）
- 1996年 Ver.3.5 この小改訂バージョンの3.5.2が日本語環境における安定バージョンとなる（漢字Talk7.1 - Mac OS 9.2.2対応）
- 1997年 Ver.3.7 Windows版（Windows 3.1, 95, 98対応、英語版）を日本で初めて発売。ただし、Macintosh版は日本では発売しなかった。
- 1998年 97 Macintosh版（日本語版）とWindows版（英語版）を日本で発売。
- 1999年 98 Windows版初の日本語版（Windows 95, 98, ME, 2000対応）
- 2000年 2000（Windows XPにも対応、ただし、XPではEPSファイル書き出し不可）（Mac OS 7.6.1-9.2.2対応）
- 2001年 2001（Mac OS 8.6 - 9.2.2対応）
- 2002年 2002
- 2003年 2003
- 2004年 2004 Mac OS X対応（Mac OS X v10.2以降、Mac OS 9.2.2対応）。Human PlaybackやSmartMusic Softsynthを搭載。
- 2005年 2005 Classic Mac OSへの対応打ち切り。
- 2006年 2006 Windows XP SP2、Mac OS X v10.4完全対応。Native Instrumentsの各VSTに対応し、Kontakt Playerを搭載したGarritanインストゥルメントが付属。
- 2007年 2007 Intel Mac対応。日本語版Allegroはこの年で発売終了。
- 2008年 2008 Windows Vistaに対応。Intel Mac対応。
- 2009年 2009 英語版Allegroも2009で発売終了。
- 2009年 2010 VSTインストゥルメントに完全対応。
- 2010年 2011 Windows XP/Vista/7、Mac OS 10.5-10.6に対応。
- 2010年 Songwriter (2010) 発売開始。
- 2011年 2012 Unicodeに対応、FinaleにPDF出力機能を搭載。
- 2012年 SongBook配信開始（2016年現在はApp Storeから削除済み）。
- 2013年 2012c 日本語版アップデート。アップデートながら多少の新機能（移調楽器間のサポート等）も搭載。
- 2014年 2014 新しいファイル形式で保存が可能。Mac版はPowerPCへの対応打ち切り。
- 2016年 25 64ビット対応。
- 2019年 26
- 2021年 27 ダウンロード版のみとなる。

## 簡易バージョン
Finaleの簡易バージョンが提供されている。
Finale Allegro
簡易バージョンの中ではもっとも機能が高いものである。現在は取り扱いを終了した。
Finale PrintMusic
Finale Allegroより廉価なバージョンであり、最新バージョンは2014。
Finale SongWriter
ポピュラーソングに特化したバージョン。2010年登場。現在は取り扱いを終了した。
Finale NotePad
Finaleファイルの閲覧を中心としたバージョン。2008以前および2012は無料だが、2009から2011にかけての一時期は有料となり、下記Readerが登場した。最新バージョンは2012。
変奏曲程度であれば簡易バージョンであるFinale NotePadでも作曲可能である。Finale各製品よりも使いやすいと主張するFinale NotePadファンもいる。というのは、Finaleフルバージョンは簡略版に比べて機能が突出して多いために作業パレットの数や各メニューの配列も細かくなっており、単に音符を打ち込む上においての使いやすさ、作業のしやすさの面では必ずしも優れているとはいえない側面があるためである。

## 簡易バージョンの制約について
（いずれもバージョン2021現在での記述である）
各簡易バージョンはフルバージョンに比べて廉価であるが、それぞれフルバージョンに機能制限をかけた形で提供されている。それは楽譜を記述したり、演奏する上での制約であり、単にファイルを読み込んで表示、印刷するだけならば特に問題はない。
以下に制約の一例を挙げる。簡易バージョンを購入する場合はこれらの制約に留意する必要がある。
なお、これらの簡易バージョンで飽き足りなくなった場合はより上位のバージョン（NotepadからPrintMusicやFinale）にトレードアップすることは可能である。
以下、単にFinaleという場合はFinaleフルバージョンを指す。

### NotePad
- 記述できる最小の音符（休符）は32分音符止まり（※ただし、内部処理はFinaleと同様、4096分音符単位である。すなわち上位バージョンで記述されたより細かい音符休符、64分音符は正しく表示・認識して演奏可能である。以下、「記述」できないというのはこのバージョンでは新たに付け加えたり変更することができないという意味である）。
- リアルタイム録音および高速ステップ入力ができない（ステップ入力のみに限られる）。
- 曲の途中での転調を記述できない。
- 装飾音符が記述できない。
- 重嬰記号（ダブルシャープ）、重変記号（ダブルフラット）を記述できない。
- 曲の途中で拍子記号を変更できない。
- 反復記号は単純な反復に限られ、n番括弧を記述できない。上位バージョンのファイルを読みこんだときには最初のリピート区間に限り反復され、二つ目以降のリピート記号は無視される。
- 8つまでしか五線譜を作成できない。
- 五線の線数は５本にしかできない(ただし、TAB譜を除く)

### PrintMusic
- バージョンアップの際に上位バージョンと同様の改定が行われたり、また制約が緩和されたりしている。たとえばコーダ切れツールはバージョン2007で搭載され、記号どおりに正しく演奏されるし、バージョン2010ではコード入力方法の改善やVSIインストゥルメントも使用可能となった。
- 記述できる最小の音符（休符）は128分音符（内部処理は同じく4096分音符単位）。
- 特殊な設定をしない限り、Codaへのジャンプを記述・指示できない（「コーダ切れ」 ※ 〜2006 まで）。
- D.C., D.S. To Codaなどの文字による反復指定は記述できるが、演奏上は無視される（Finaleではこれらの記号を記述する際に個別に何回目の反復の後、どの小節番号へジャンプするかを設定することができる）。
- プリセットのヒューマンプレイバックの設定を変更追加ばかりか、確認することすらできない。
- ピアノ曲などによくあるヘ音部からト音部のように音部をまたがる連桁（れんこう）が記述できず、音部をまたぐごとに別々の連桁として区切られてしまう。
- 複合拍子（4分の7拍子=3+4/4拍子など）が指定できない。
- 上位版のFinaleでは2008からオーディオトラックを扱えるようになり、テンポタップによりオーディオとの同期も可能になったが、PrintMusicにはこの機能はない。

## 閲覧専用バージョン
Finale Reader
Finaleファイルの閲覧専用ソフト。Finale NotePadの有料化に伴い、無料配信を開始した。現在はNotePadの再無料化に伴い、未配信。
Finale Songbook
iPad専用。2012年に登場し、App Storeで配信中。日本語にも対応しており、Human Playbackを使用した再生や、AirPrintを利用した印刷も可能。無料。